# Tyraliera

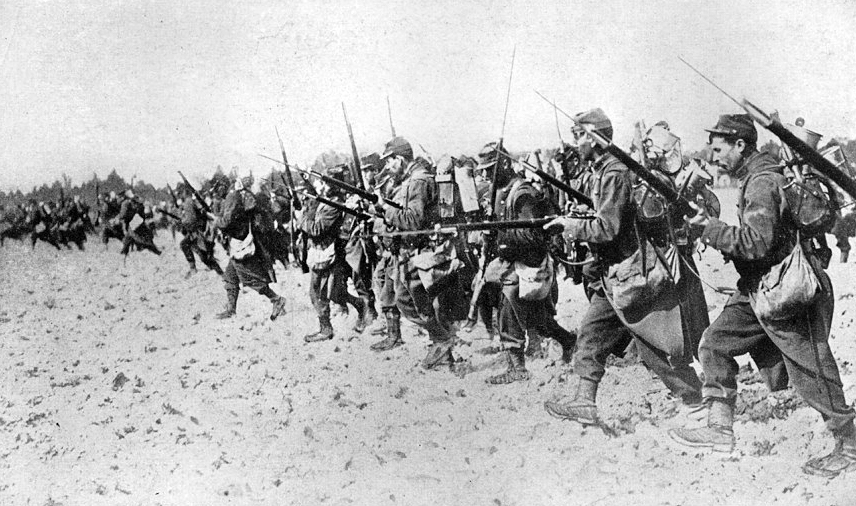
Francuska piechota atakująca w tyralierze

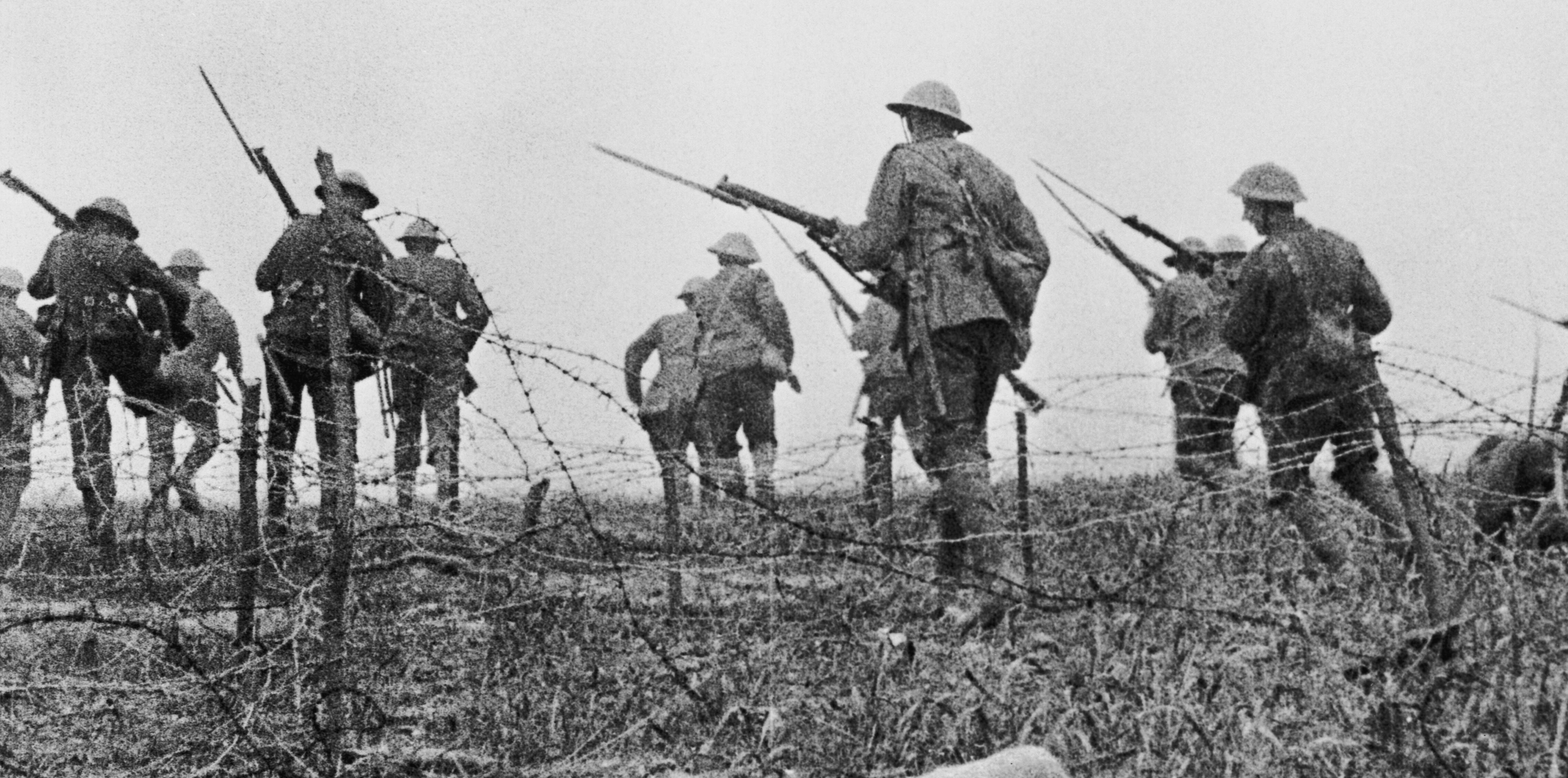
Kadr z filmu The Battle of the Somme – brytyjska tyraliera w bitwie nad Sommą (1916)

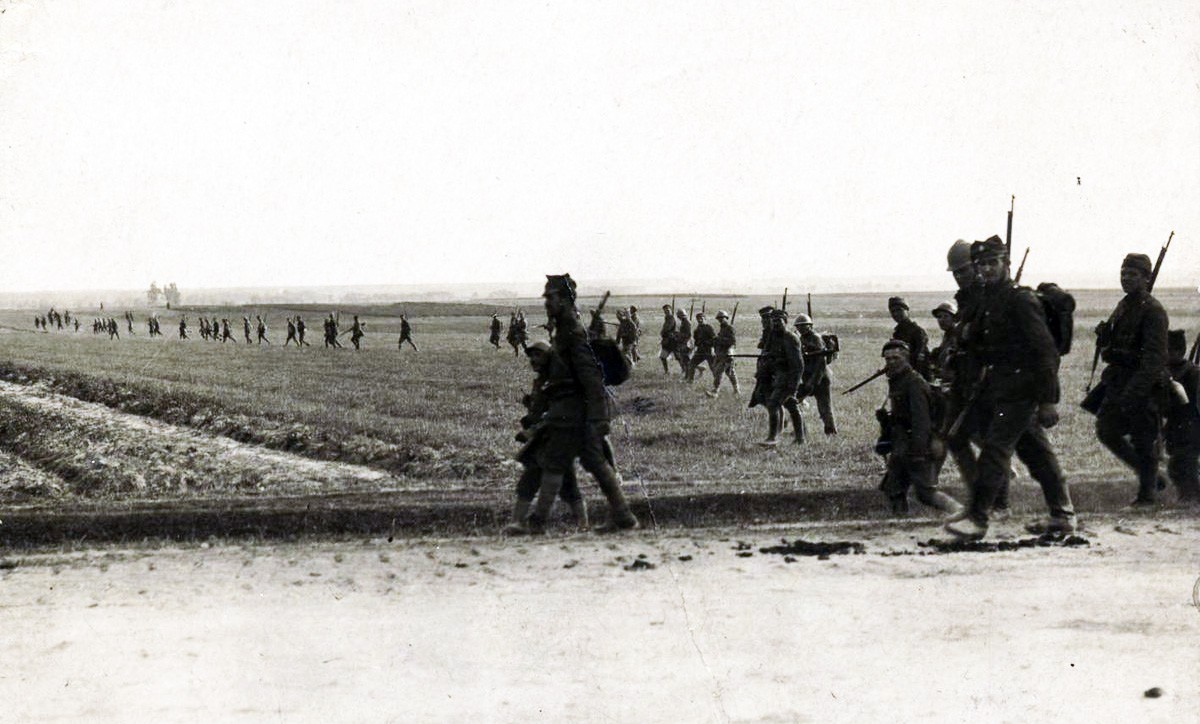
Bitwa Warszawska – piechota polska w tyralierze (1920)

Tyraliera (linia tyralierska) – rozproszony liniowy szyk bojowy piechoty.
Żołnierze pododdziału walczącego w tyralierze tworzą pojedynczy szereg wzdłuż frontu, przy zachowaniu odległości 6–8 metrów pomiędzy poszczególnymi żołnierzami. Porządek ten jest utrzymywany po opuszczeniu okopów, następnie, wskutek przeszkód terenowych, szyk tyraliery zwykle traci swą regularność.
W czasach rewolucji francuskiej, tyralierami (fr. tirailleurs) nazywano żołnierzy, którzy poruszali się przed głównym ugrupowaniem wojska uformowanego w kolumny. Ich zadaniem było rozpoznanie terenu, a także utrudnianie przeciwnikowi sformowania szyku bojowego. Walczący w tyralierze nosili mundury w niejaskrawych barwach ułatwiających maskowanie, z czasem też uzbrojono ich w broń gwintowaną (na przykład karabin Baker), zapewniającą lepszą celność i donośność niż stosowana powszechnie broń gładkolufowa. Ponadto tyralierę stosowano w przypadku wojska słabo wyszkolonego do walki w regularnym szyku, między innymi ochotników i oddziałów złożonych głównie z rekrutów. Z powodzeniem stosowano ją podczas amerykańskiej wojny o niepodległość i w Polsce w trakcie insurekcji kościuszkowskiej. Później przyjęta została jako podstawowy szyk walki dla pododdziałów lekkiej piechoty (kompanii woltyżerskich).
Również w początkowym okresie I wojny światowej, wobec dużych strat oddziałów walczących w szyku kolumnowym, tyraliera przez pewien czas stała się podstawowym szykiem piechoty. Ujawniła się jednak przy tym jej niska odporność na ogień współczesnej broni strzeleckiej (maszynowej, szybkostrzelnej karabinowej), a na terenie mocno naruszonym silnym ostrzałem artyleryjskim szyk często ulegał zerwaniu, co prowadziło do rozproszenia pododdziału. Dlatego pierwotny szyk tyraliery zmodyfikowano zastępując w ataku wydłużone linie piechurów zespołami krótkich tyralier formowanych przez żołnierzy pojedynczych drużyn.